# LibreOffice
LibreOffice é uma suíte de aplicativos livres e de código aberto para escritório disponível para Windows, Unix, Solaris, Linux e macOS. A suíte utiliza o formato OpenDocument (ODF - OpenDocument Format) — formato homologado como ISO/IEC 26300 e NBR ISO/IEC 26300 — e é também compatível com os formatos do Microsoft Office, além de outros formatos legados. Alguns deles não são suportados pelas versões mais recentes do Microsoft Office, mas ainda podem ser abertos pelo LibreOffice.
O LibreOffice surgiu como uma ramificação do projeto original OpenOffice.org, isso ocorreu porque quando a Oracle comprou a Sun Microsystems (e junto com ela os direitos do OpenOffice.org), alguns desenvolvedores e colaboradores do OpenOffice.org deixaram o projeto controlado pela Oracle para montar o LibreOffice, criando um fork (ramificação) do projeto original. que, por sua vez, é oriundo do StarOffice 5.1, adquirido pela Sun Microsystems com a compra da Star Division em agosto de 1999. O código fonte da suíte StarOffice foi liberado em julho de 2000, dando início ao projeto de desenvolvimento de um software de código aberto em 13 de outubro de 2000, o OpenOffice.org. O principal objetivo era fornecer uma alternativa de baixo custo, de alta qualidade e de código aberto.

## História

Linha do tempo do StarOffice e projetos derivados

No dia 28 de setembro de 2010 os antigos desenvolvedores do projeto OpenOffice.org, criado pela Sun Microsystems e posteriormente passado à Oracle após a compra da primeira pela última, decidiram sair da empresa detentora e lançar sua própria suíte de aplicativos para escritório. Os motivos foram a desconfiança da comunidade de software livre em relação a essa aquisição da Oracle e a credibilidade fragilizada dos projetos de código aberto da empresa. Assim, junto com o projeto do LibreOffice, que inicialmente pensava-se em ser apenas um nome provisório para o novo projeto, nasceu a The Document Foundation, fundada em 28 de setembro de 2010 por alguns membros do projeto OpenOffice.org. A bifurcação deu-se na versão 3.3 do OpenOffice.org, número da primeira versão lançada do LibreOffice. A Oracle foi convidada a se tornar um membro da The Document Foundation, e foi feito à Oracle um pedido de doação da marca OpenOffice.org para o projeto.[carece de fontes?]
Canonical, Novell e Red Hat planejam incluir o LibreOffice nas próximas versões dos seus sistemas operacionais. A Google também se manifestou, dizendo que apoia e participará do projeto.

### No Brasil
A origem do BrOffice remete-se ao StarOffice, suíte de escritório produzida pela Star Division que surgiu na década de 1990. Após adquirir a Star Division, em 1999, a Sun Microsystems anunciou, em 19 de julho de 2000, a intenção de formar uma comunidade para o desenvolvimento do StarOffice e doou parte do código fonte do StarOffice 5.2, lançado em 13 de outubro de 2000, para uma comunidade de código aberto desenvolvê-lo sob as licenças GNU Lesser General Public License (LGPL) e Sun Industry Standards Source License (SISSL), tornando-se a principal colaboradora e patrocinadora do projeto. A iniciativa, que deu origem ao projeto OpenOffice.org, ganhou o apoio de diversas organizações envolvidas em tecnologia, como a Intel, a Red Hat, a Mandriva, a Novell e o Debian. O site do projeto estreou no mesmo dia da doação do código, em 13 de outubro de 2000.
No Brasil, formou-se uma comunidade de voluntários no intuito de traduzir o OpenOffice.org. Raffaela Braconi, então líder internacional da equipe do projeto L10N, repassou a Cláudio Ferreira Filho, em fevereiro de 2002, a coordenação do projeto de tradução. O grupo foi responsável pela tradução do glossário padrão, que serviria para a compilação das primeiras versões do OpenOffice.org em português brasileiro, dando origem à versão brasileira do projeto, o OpenOffice.org.br. Além da tradução, o grupo destinou-se a criar funcionalidades específicas para a versão do Brasil. Assim, em 1 de março de 2002, foi lançada a versão 1.0 do OpenOffice.org incluindo os cinco aplicativos já presentes no StarOffice, sendo a versão para macOS anunciada posteriormente, em 23 de junho de 2003. O OpenOffice.org.br passou a representar a suíte OpenOffice.org oficialmente no Brasil desde a sua criação, trazendo todas as inovações presentes no software distribuído mundialmente e adicionando as funcionalidades desenvolvidas voltadas para os usuários do Brasil, como algumas extensões e a organização das listas de discussões.
Em 2 de setembro de 2005, a Sun Microsystems retirou a licença SISSL do OpenOffice.org, permanecendo, assim, a licença LGPL como única, e, em 20 de outubro de 2005, mais um aplicativo passou a fazer parte da suíte de escritórios, o Base. Em 25 de janeiro de 2006, devido a um processo movido pela BWS Informática, uma microempresa de comércio de equipamentos e prestação de serviços em informática sediada na cidade do Rio de Janeiro, alegando o registro da marca Open Office, feito anteriormente, e que, mesmo sendo apenas semelhante ao nome OpenOffice.org, poderia causar confusão aos usuários, o OpenOffice.org em português brasileiro passou a denominar-se BrOffice.org. Nessa mesma data, foi criada a ONG Associação BrOffice.org com o propósito de dar suporte às atividades da comunidade, bem como difundir o software livre e de código aberto e também relacionar-se juridicamente com outras organizações, tanto para arrecadar doações como para a contratação de projetos junto à Associação. A partir de então, a comunidade brasileira desalinhou-se das datas de lançamento do OpenOffice.org, sendo o BrOffice.org lançado pouco tempo depois. O desalinhamento ocorreu devido à necessidade de modificação do nome e da adição dos incrementos produzidos pela comunidade brasileira, tendo como desvantagem a falta da infraestrutura disponibilizada pela Sun Microsystems ao projeto internacional. O retorno ao alinhamento junto ao projeto internacional ocorreu na versão 2.2.0 do BrOffice.org, lançada em 28 de abril de 2007, sendo a versão 2.2.1 a primeira lançada seguindo o calendário internacional desde a adoção do nome BrOffice.org, lançada em 25 de junho de 2007. Apesar do desalinhamento, o BrOffice.org era reconhecido internacionalmente como a versão brasileira do OpenOffice.org e trazia todas as novas implementações do projeto internacional. Embora o problema com a marca tenha ocorrido em outros países, os outros países contornaram o problema e o Brasil foi o único país que necessitou da adoção de uma marca diferente da utilizada mundialmente.
Em 2010, foi criada uma bifurcação do projeto OpenOffice.org devido à venda da Sun Microsystems para a Oracle, pois a grande maioria dos colaboradores não concordavam com as atitudes adotadas pela Oracle em relação ao software livre, gerando, assim, o LibreOffice, tendo a The Document Foundation como gestora do projeto, criada juntamente com o novo projeto. Uma outra bifurcação já existente do OpenOffice.org, o Go-oo, fundiu-se à The Document Foundation e descontinuou seu desenvolvimento de forma independente em favor do LibreOffice, anexando o seu trabalho realizado ao novo projeto. O projeto brasileiro, BrOffice.org, passa a acompanhar o LibreOffice e, consequentemente, a representá-lo oficialmente no Brasil, desvinculando-se do OpenOffice.org sob a interferência da Oracle e adotando o novo nome da marca, apenas BrOffice. A primeira versão do LibreOffice, a versão 3.3, foi lançada em 25 de janeiro de 2011 e disponibilizada em diversas línguas, incluindo no lançamento a versão em português brasileiro utilizando o nome BrOffice. O LibreOffice, então, segue com as constantes atualizações, mantendo todo o trabalho já realizado até então, implantando as contribuições do Go-oo e as novidades do OpenOffice.org da Oracle e adicionando novas funcionalidades na nova bifurcação.
Em 17 de março de 2011, foi decidida, em uma reunião no Rio de Janeiro, a extinção da Associação BrOffice.org por unanimidade dos votos dos membros presentes, encerrando as atividades sociais em 30 de abril de 2011 e cumprindo com todas as obrigações legais até o dia 16 de maio de 2011. Todo o patrimônio da Associação BrOffice.org, sendo apenas bens móveis e recursos financeiros em contas vinculadas ao CNPJ da Associação, foi revertido a entidades que promovem o software livre, com autorização de uma doação à comunidade do Debian Brasil e o pagamento do serviço de tradução da documentação do PostgreSQL 8.4. Foi sugerido por Cláudio Ferreira Filho, em nota publicada no site do BrOffice.org sobre a extinção, que o momento da extinção da Associação era também o momento para um alinhamento dos esforços da comunidade brasileira com o projeto internacional LibreOffice, incluindo a substituição do nome no Brasil para LibreOffice. Desde então, a comunidade brasileira trabalhou em diversas atividades de documentação para a mudança efetiva do nome BrOffice para LibreOffice e nas necessidades da transferência do conteúdo presente no site oficial do projeto brasileiro BrOffice para uma versão em português brasileiro do site do LibreOffice. A versão 3.4, posterior à versão 3.3.2, já apresentava o nome LibreOffice para a versão em português brasileiro.

## Características
O LibreOffice surgiu a partir da versão 3.3 trazendo todas as características presentes no OpenOffice.org 3.3, além de outras tantas exclusivas do projeto LibreOffice.
O LibreOffice é uma suite de aplicações  de escritório destinada tanto à utilização  pessoal quanto profissional. Ela é compatível com as principais suítes de escritório do mercado. Oferece todas as funções esperadas de uma suíte profissional: editor de textos, planilha, editor de apresentações, editor de desenhos e banco de dados. E muito mais: exportação para PDF, editor de fórmulas científicas, extensões, etc...
Este está disponível na maioria das plataformas computacionais: MS-Windows (Xp, Vista, Sete, 8, 10), Linux (32 e 64 bits, pacotes deb e rpm) e macOS (processadores Intel e PowerPC). Em junho de 2019, a The Document Foundation lançou a versão beta da suíte em sua versão 6.3, que não contará com suporte à arquitetura de 32 bits.

## Aplicativos
O LibreOffice é composto pelos seguintes aplicativos:
- Base: banco de dados
- Calc: planilha eletrônica
- Draw: editor de desenho
- Impress: editor de apresentação
- Math: editor de fórmulas
- Writer: editor de texto

### Base

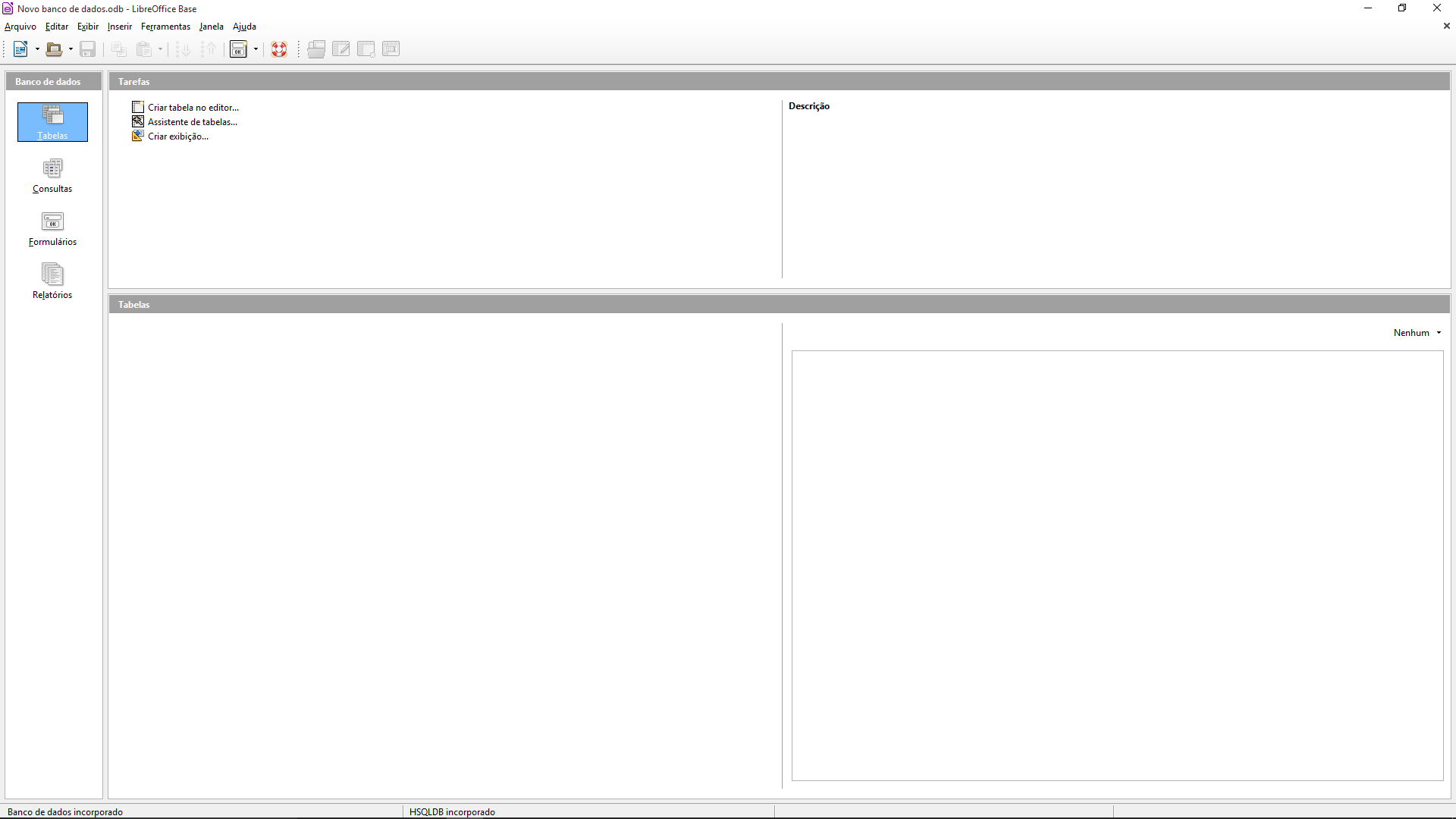
LibreOffice Base 5.0.1.2 (x64)

O LibreOffice Base é um gerenciador de banco de dados, semelhante ao Access, disponível no Microsoft Office, e destina-se à criação e gerenciamento de bancos de dados, tendo suporte para a criação e modificação de tabelas, consultas, macros, relatórios e formulários.
O Base suporta diversos motores de banco de dados, como HSQLDB, MySQL, dBase, Microsoft Access, Adabas D e PostgreSQL, dando suporte também para outras bases de dados nos padrões JDBC e ODBC.
O programa também suporta catálogos de endereços nos formatos LDAP, Outlook, Windows e Mozilla.

### Calc

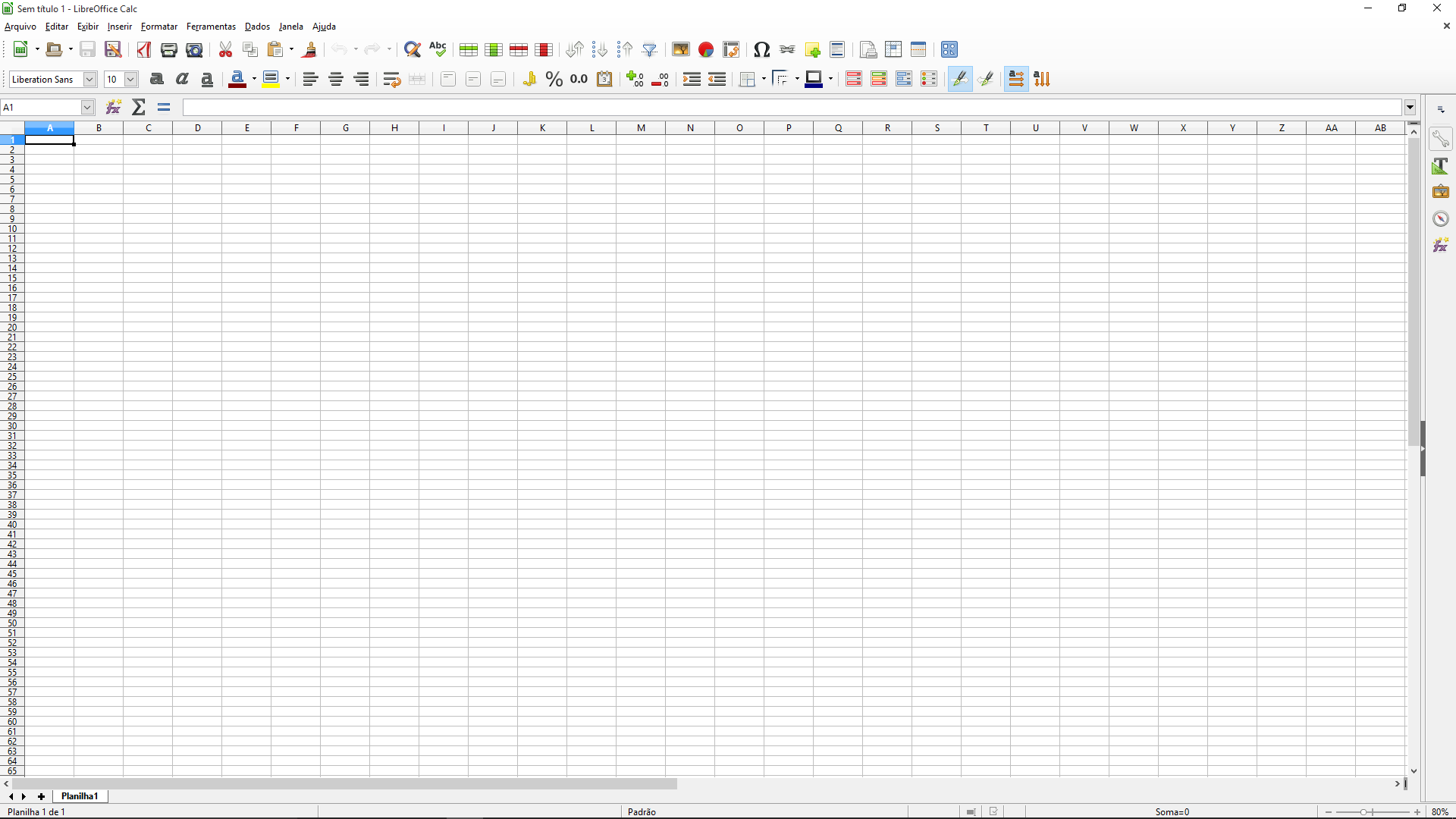
LibreOffice Calc 5.0.1.2 (x64)

O LibreOffice Calc é um programa de planilha eletrônica e assemelha-se ao Lotus 1-2-3, da IBM, e ao Excel, da Microsoft. O Calc é destinado à criação de planilhas e tabelas, permitindo ao usuário a inserção de equações matemáticas e auxiliando na elaboração de gráficos de acordo com os dados presentes na planilha.
O Calc utiliza o formato ODS como padrão, embora reconheça e exporte arquivos em formatos de outras planilhas eletrônicas, além de exportar arquivos em PDF sem a necessidade de instalação de uma extensão, assim como todos os aplicativos da suíte LibreOffice.
O Calc possui o recurso de fórmulas em linguagem natural, permitindo a criação de uma fórmula sem a necessidade de aprendizagem de códigos específicos.
Uma de suas diferenciações dos demais programas do gênero é o sistema que define séries para representações gráficas a partir dos dados dispostos pelo usuário.
A partir da versão 3.3, quando o projeto brasileiro passou a acompanhar o LibreOffice, o Calc passou a suportar até 1.048.576 linhas, além de obter melhoramentos no gerenciamento de folhas e células.[carece de fontes?]
Com a incorporação do trabalho realizado pela comunidade do Go-oo ao LibreOffice, o Calc tornou-se capaz de suportar diversos macros utilizados pelo Excel (VBA).[carece de fontes?]
A partir da versão 3.5, o Calc passou a ter suas característica ampliada, cada arquivo de planilha pode ter até 10.000 abas

### Draw

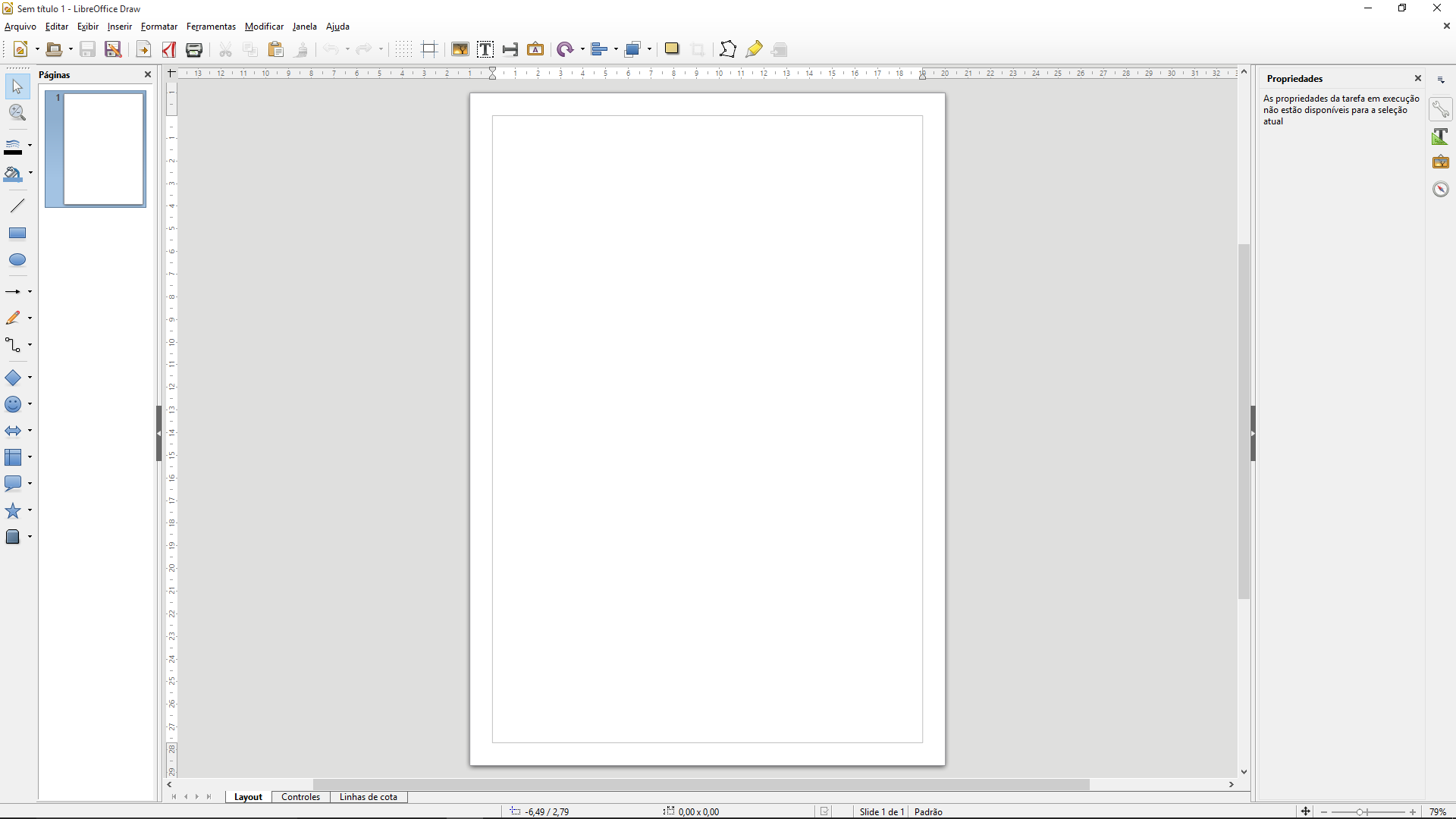
LibreOffice Draw 5.0.1.2 (x64)

O LibreOffice Draw é um programa de editoração eletrônica e construção de desenhos vetoriais, semelhante ao CorelDRAW, da Corel.
Desde a versão 3.3 da suíte, o Draw é capaz de editar arquivos em PDF mantendo o seu layout, além de também exportar outros trabalhos nesse formato e no formato SWF.
A importação de arquivos em PDF é possível em versões anteriores através da instalação de uma extensão chamada PDF Import, que passou a ser incluída nativamente no pacote de instalação da suíte desde a versão 3.3.
Embora apresente semelhança com o CorelDRAW, o Draw não é compatível com seu formato de arquivo e utiliza o formato ODF como padrão.
A partir da versão 3.5 permite importar arquivos do Microsoft Visio, não perdendo nenhuma informação. A nova versão do LibreOffice 3.6.0 permite importar arquivos cdr do Corel Draw.

### Impress

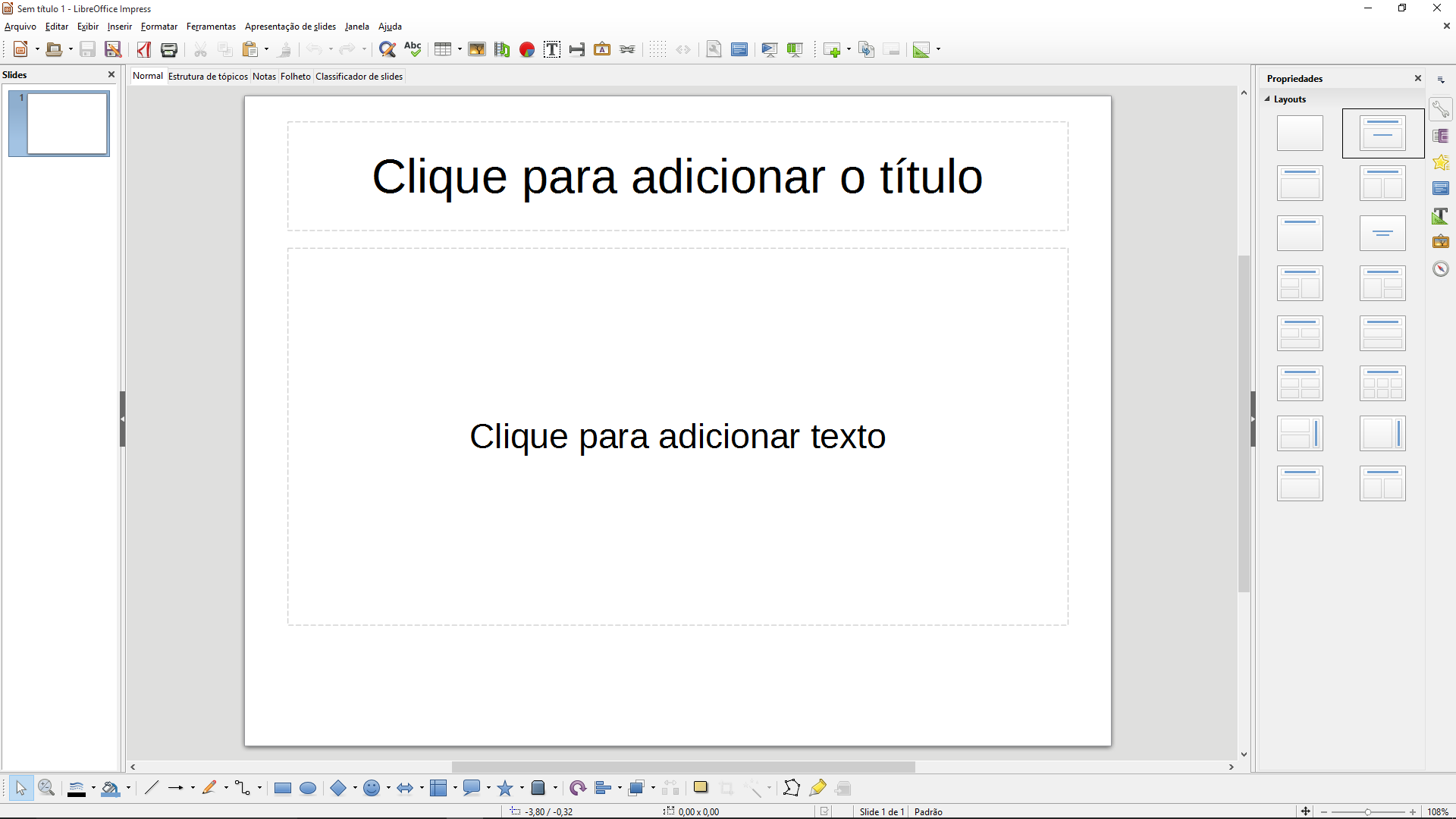
LibreOffice Impress 5.0.1.2 (x64)

O LibreOffice Impress é um programa de apresentação de slides similar ao Keynote, presente no iWork, e ao PowerPoint, encontrado na suíte da Microsoft, e destina-se a criar e a apresentar slides, sendo possível inserir plano de fundo, títulos, marcadores, imagens, vídeos, efeitos de transição de slides, dentre outras opções.
O Impress suporta uma apresentação em múltiplos monitores. O Impress é capaz de exportar apresentações em formato SWF, do Adobe Flash, sendo capaz de ser reproduzido em qualquer dispositivo suportado ou com o Adobe Flash Player instalado.[carece de fontes?] Suporta diversos formatos, inclusive com os formatos padrões do PowerPoint, e utiliza o formato ODF como padrão, podendo também exportar os trabalhos realizados em PDF. Porém, geralmente há perda de formatação ao abrir um arquivo gerado pelo PowerPoint.
Na versão 3.3, o Impress passou a contar com um assistente para criação de slides, apontando diversas opções personalizáveis para facilitar na criação de um slide. O aplicativo também permite inserir contador de páginas, além de possuir marcadores para cada modificação e a possibilidade de inserção de comentários no texto.

### Math

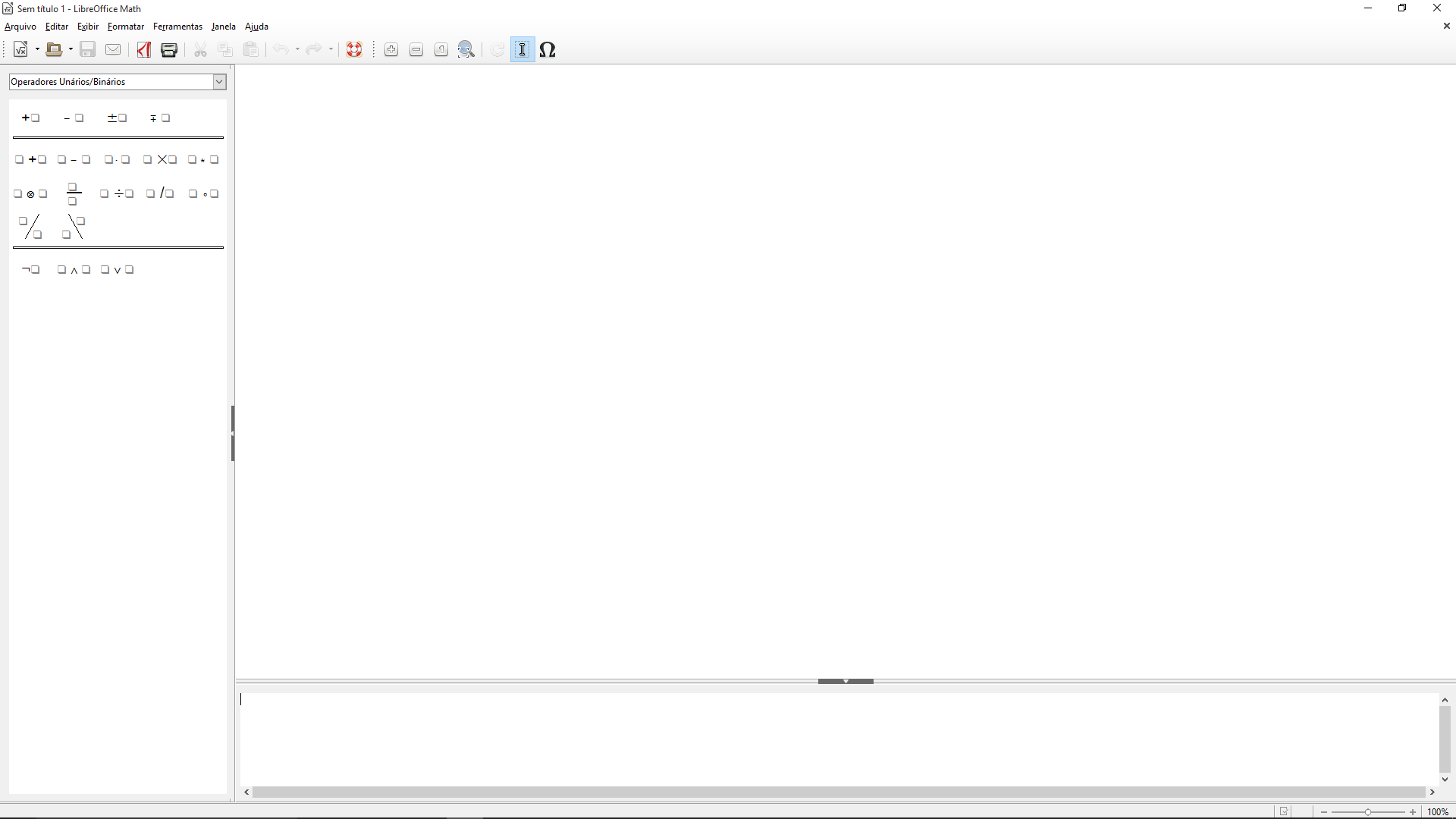
LibreOffice Math 5.0.1.2 (x64)

O LibreOffice Math é um programa que auxilia na formatação de fórmulas científicas e matemáticas de maneira equivalente ao Equation Editor, ferramenta presente na suíte da Microsoft.
De forma semelhante ao Equation Editor, pode-se trabalhar com o Math dentro dos outros aplicativos da suíte para formatar as fórmulas ou utilizá-lo como um aplicativo isolado dos demais.
As formatações de fórmulas realizadas no aplicativo poderão ser salvas em formato ODF, em MathML, no formato do StarMath, no antigo formato padrão adotado pelo OpenOffice.org e também em PDF.

### Writer

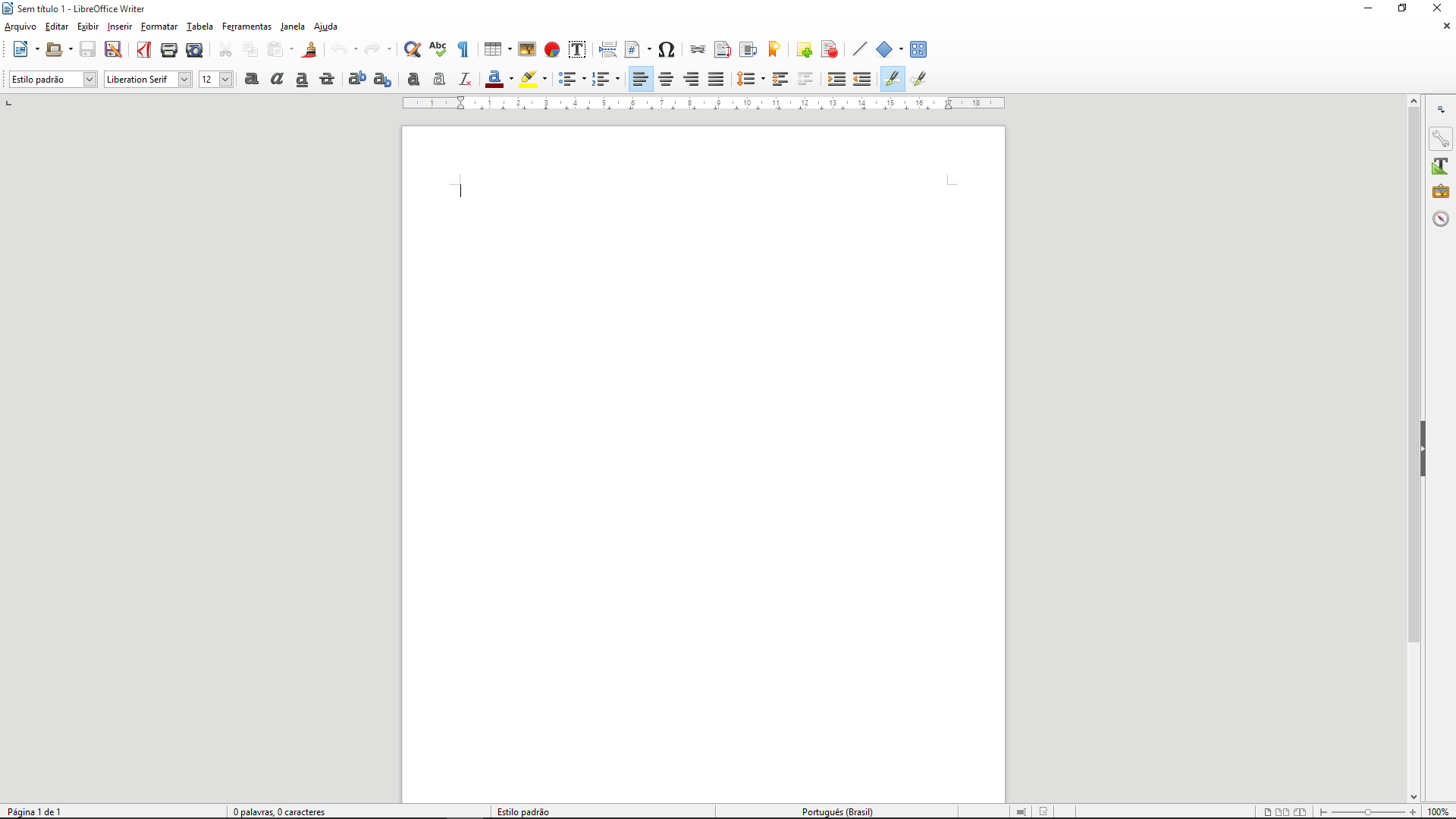
LibreOffice Writer 5.0.1.2 (x64)

O LibreOffice Writer é o processador de textos da suíte, semelhante ao Word, presente na suíte de escritório Microsoft Office, ao WordPerfect, da Corel, e ao Pages, disponível no iWork. Assim como os demais programas semelhantes, utiliza o sistema WYSIWYG para a elaboração de textos complexos, com imagens e diversas opções de formatação.
Um de seus atributos diferenciais é o reconhecimento nativo para leitura e escrita dos mais diversos tipos de arquivos desde a versão 2.0, sendo compatível com os arquivos padrões do Word, do StarWriter e do antigo formato do OpenOffice.org, embora utilize o formato ODT como padrão (que é suportado nativamente pelo Microsoft Office 2010 e também pelo WordPad do Windows 7, embora seja apenas um editor de textos). Também é possível com o Writer salvar o arquivo em formato PDF, permitindo que o documento seja aberto por qualquer leitor de PDF, como o Acrobat Reader e o Foxit Reader. Apesar de importar e exportar arquivos nos formatos padrões do Word, nem sempre toda a formatação do documento é mantida ao abrir o arquivo no Writer e vice-versa, deformando a característica original do documento.
O Writer pode ser utilizado para escrever textos curtos, como cartas e memorandos, textos longos, com imagens e gráficos, e até livros. O aplicativo também é um editor de HTML, sendo possível criar hiperligações e inserir outras características presentes nesse tipo de arquivo, embora essas características também possam ser mantidas ao salvar em outros formatos.

## Instalação
Em sistemas Linux Ubuntu e derivados, geralmente o instalador gráfico oficial da distribuição possui opções de instalação, seja da suíte completa, seja de um software específico. Por meio da linha de comando, para Debian e derivados digite:
```
$ 
sudo
 
apt-get
 
install
 
libreoffice

```

Em sistemas macOS, basta baixar o instalador oficial a partir do site, dando duplo clique no arquivo, não muito diferente do que seria no MS Windows.

Em sistemas MS Windows e derivados (como o ReactOS), basta entrar no site oficial do LibreOffice e baixar o instalador correspondente à versão do Windows (32-bit ou 64-bit) que se deseja instalar, dando duplo clique no arquivo baixado. Existe uma versão 'portable' para quem o assim deseje. Para usuários do Windows 10 ou posteriores pode ser instalado através do gerenciador de pacotes Winget no Windows PowerShell com o seguinte comando:
```
winget
 
install
 
TheDocumentFoundation
.
LibreOffice

```

## Extensões
O LibreOffice possui várias extensões que são instaladas por padrão junto com a suíte e outras também podem ser instaladas posteriormente pelo usuário. As extensões desenvolvidas para o OpenOffice.org, como o OpenOffice.org2GoogleDocs, também podem ser instaladas no LibreOffice.

## Distribuição Linux
Com o rápido avanço no desenvolvimento do LibreOffice, cada vez mais distribuições Linux em todo o mundo passam a adotar a suite, muitas vezes instalando-a por padrão — entre as quais, principalmente:
- Arch[42]
- CentOS
- Chakra GNU/Linux
- Debian[43]
- Fedora Linux[44]
- Gentoo
- Kubuntu[45]
- Linux Mint
- Lubuntu[46]
- Mageia[47]
- Mandriva
- OpenSUSE
- PCLinuxOS
- Pear OS
- Puppy Linux
- Red Hat
- Sabayon Linux
- SUSE
- Trisquel
- Ubuntu[48]
- Ubuntu Mate
- Ubuntu Studio[49]
- Xubuntu[50]

## LibreOffice no Brasil
BrOffice era o nome adotado no Brasil da suíte para escritório gratuita e de código aberto OpenOffice.org. O BrOffice incluía seis aplicativos: um processador de textos (Writer), uma planilha eletrônica de cálculos (Calc), um editor de apresentações (Impress), um editor de desenhos vetoriais (Draw), um gerenciador de banco de dados (Base) e um editor de fórmulas científicas e matemáticas (Math).
O BrOffice.org, antigo nome adotado, passou a ser conhecido apenas como BrOffice, sem o sufixo, a partir de sua versão 3.3. A mudança no nome deveu-se à bifurcação do projeto original, OpenOffice.org, que culminou na criação do LibreOffice, projeto ao qual o BrOffice alinhou-se a partir de então. No intuito de obter um desenvolvimento mais avançado, grande parte dos desenvolvedores do projeto original migraram exclusivamente para o LibreOffice, uma vez que se mostravam descontentes com o rumo dado pela Oracle ao projeto desde que a empresa adquiriu a Sun Microsystems, até então a principal patrocinadora. Após a decisão da comunidade brasileira em extinguir a Associação BrOffice.org, uma ONG criada com o intuito de apoiar juridicamente a comunidade do OpenOffice.org no Brasil, a comunidade concordou em adotar o nome LibreOffice, já adotado mundialmente pelo projeto, também para o projeto brasileiro. A versão 3.4, sucessora da versão 3.3.2, já apresentava o nome internacional do projeto, oficializando a transição do nome do projeto. Além da tradução da suíte, a comunidade brasileira focou-se em desenvolver diversos projetos ligados aos programas, dando continuidade ao desenvolvimento após a extinção do nome BrOffice.

### Comunidade LibreOffice Brasil
O LibreOffice possui uma Comunidade LibreOffice Brasil, com mais de uma centena de voluntários. São voluntários que estão colaborando com desenvolvimento de Extensões, tradução de Software e Manuais, divulgação através de palestras e minicursos.
Entre os projetos mantidos pela comunidade brasileira do LibreOffice estão:
- Dicionário de sinônimos
- Dicionários temáticos
- Edidoc
- Etiquetas
- LibreOffice Magazine
- VERO

### LIBRASOffice

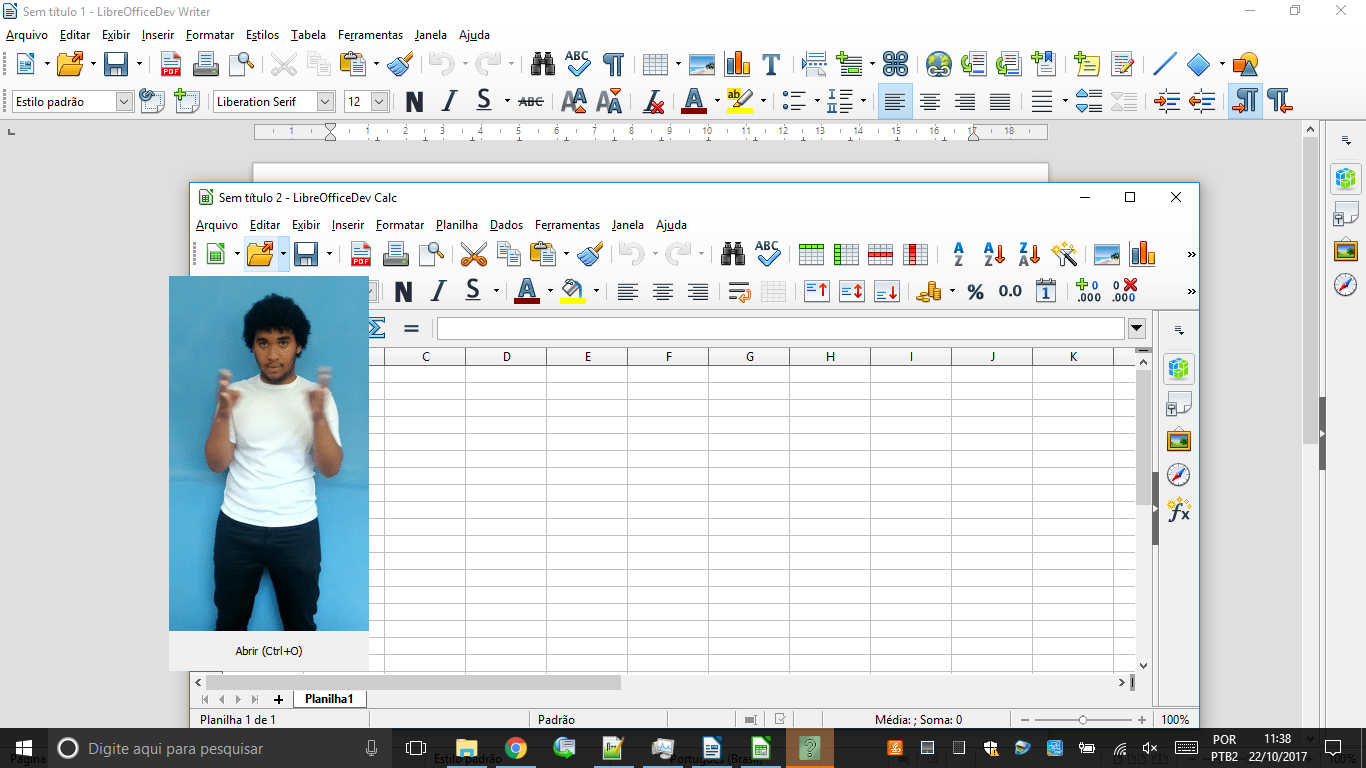
Primeira versão do LIBRASOffice

No Brasil, há 10,7 milhões de pessoas com deficiência auditiva e um pouco mais de 2,3 milhões com deficiência auditiva severa. São números expressivos que representam uma comunidade que encara inúmeras dificuldades no processo de adaptação com um mundo voltado para pessoas não surdas. Para uma pessoa surda brasileira, a primeira língua aprendida é a LIBRAS (Língua Brasileira de Sinais) e, mesmo sendo uma das línguas oficiais do Brasil, majoritariamente os dispositivos eletrônicos, como celulares e computadores, não possuem suporte para LIBRAS. Para atender a essa população, o LIBRASOffice começou a ser pensado e desenvolvido em 2015 na disciplina Computadores e Sociedade, oferecida ao curso de Engenharia de Computação e Informação da Universidade Federal do Rio de Janeiro (UFRJ) e continuado, posteriormente, pelo Laboratório de Informática e Sociedade (LabIS) da linha de pesquisa em Informática e Sociedade (IS) do Programa de Engenharia de Sistemas e Computação (PESC) da COPPE/UFRJ.
O LIBRASOffice tem como objetivo adaptar a suíte de escritório LibreOffice para pessoas surdas. Para tal, foi desenvolvida uma interface que traduz as funcionalidades do LibreOffice para LIBRAS através de uma janela no canto inferior direito, que apresenta o(os) sinal(is) referente(s) a cada ícone selecionado. O projeto começou como um Produto Viável Mínimo para atender as necessidades dos técnicos administrativos deficientes auditivos da UFRJ. No final de 2019, foi lançado um protótipo estável para o sistema operacional GNU/Linux, atualmente em testes no CIEP José Pedro Varela, escola pública especializada em educação de surdos, no centro do Rio de Janeiro.